# Tsuruoka

Tsuruoka (鶴岡市 Tsuruoka-shi?) este un municipiu din Japonia, prefectura Yamagata.